# HD 176162
HD 176162，又名BD-13 5172，SAO 162052、HR 7166，是一颗恒星，视星等为5.53，位于銀經22.33，銀緯-7.55，其B1900.0坐标为赤經18h 53m 46.7s，赤緯-12° -7.55′ 34″。